# One Kill Wonder
One Kill Wonder är det tredje studioalbumet från det svenska thrash metal-bandet The Haunted. Det är bandets andra och sista album med sångaren Marco Aro. Bandet spelade in skivan under september och oktober 2002 i Studio Fredman, tillsammans med producenten Fredrik Nordström. Den släpptes den 17 februari 2003, av skivbolaget Earache Records.
Recensenterna John Serba på Allmusic och Martin Carlsson på Blabbermouth.net jämför båda One Kill Wonder med thrash metal-bandet Slayer, medan Adam Lineker på webbtidningen Chronicles of Chaos skriver att One Kill Wonder är The Haunteds hittills tyngsta album. One Kill Wonder tilldelades en Grammis år 2003 inom kategorin "Årets hårdrock". Skivan låg på Sverigetopplistan i tre veckor, som högst på tjugotredje plats.

## Inspelning
One Kill Wonder producerades av Fredrik Nordström och The Haunted. Skivan spelades in i Nordströms studio Studio Fredman i Göteborg mellan den 6 september och den 28 oktober 2002.

## Utgivning
Skivbolaget Earache Records släppte One Kill Wonder den 17 februari 2003. Den japanska utgåvan av albumet innehöll låten "Ritual" (3:35) som bonusspår, medan den svenska specialutgåvan – som släpptes i endast 5000 exemplar – innehöll låten "Creed" (3:33). En box med skivan invirad i polisband samt bilder på bandmedlemmarna släpptes i 10 000 exemplar. Dessutom släpptes en "Grammis-utgåva" av skivan i 5000 exemplar, och en LP-version i 1000 exemplar. Grammis-utgåvan innehöll förutom bonusspåren "Creed" och "Ritual" även en cover på Candlemass låt "Well of Souls" (4:45). Den 22 mars 2004 släpptes en nyutgåva av One Kill Wonder, med samma bonusspår som på Grammis-utgåvan. Bandet spelade in en musikvideo till låten "D.O.A.". (På The Haunteds officiella hemsida kan man se på musikvideon  och ladda ner låtarna "Creed", "Ritual" och "Well of Souls" .) "D.O.A." går också att ladda ner och spela i tv-spelet Rock Band

## Mottagande
Allmusics recensent John Serba skriver att The Haunted hämtat mycket av sin inspiration till One Kill Wonder från thrash metal-bandet Slayer. Han tycker att den första låten, "Privation of Faith Inc.", påminner om Slayers "Dead Skin Mask", och ser gitarrsolona i "D.O.A." som en anspelning på solopartiet i Slayers "Raining Blood". Han menar också att bandet hämtat influenser från det melodiska death metal-bandet At the Gates, där Anders och Jonas Björler också varit medlemmar. "Finns det något dåligt riff eller någon enstaka förlorad möjlighet på skivan?" frågar sig Serba. Inte alls, svarar han, och avslutar med att berätta att albumet "inte innebär någon drastisk avvikelse från bandets två hänsynslöst kortfattade föregångare, The Haunted och The Haunted Made Me Do It. Det är samma gamla visa, men riktigt bra." Också Martin Carlsson på Blabbermouth.net tycker att albumet påminner mycket om Slayer. Han är dock inte lika entusiastisk som Serba över detta, utan menar att det faktum att skivan låter så likt Slayer är dess största svaghet; han hade väntat sig mer originalitet och bredd från bandet. Webbtidningen Chronicles of Chaos recensent Adam Lineker skriver att One Kill Wonder är The Haunteds hittills tyngsta album. Han tycker att skivan är bra, och lovordar framför allt Marco Aros sånginsats, men menar att den tappar lite tempo i mitten för att sedan återhämta sig när låten "Shithead" drar igång.
På Grammisgalan 2003 mottog One Kill Wonder pris inom kategorin "Årets hårdrock". Albumet låg på Sverigetopplistan i tre veckor, som högst på plats 23.

## Låtlista
| Nr  | Titel                     | Text                          | Musik                         | Längd |
| --- | ------------------------- | ----------------------------- | ----------------------------- | ----- |
| 1.  | Privation of Faith Inc.   |                               | Patrik Jensen                 | 1:51  |
| 2.  | Godpuppet                 | Marco Aro                     | Jensen                        | 1:59  |
| 3.  | Shadow World              | Anders Björler, Jonas Björler | Anders Björler                | 3:40  |
| 4.  | Everlasting               | Aro                           | Anders Björler                | 3:08  |
| 5.  | D.O.A.                    | Anders Björler, Aro           | Jensen, Anders Björler        | 4:21  |
| 6.  | Demon Eyes                |                               | Anders Björler                | 4:38  |
| 7.  | Urban Predator            | Aro, Per Möller Jensen        | Anders Björler, Jonas Björler | 3:14  |
| 8.  | Downward Spiral           | Jonas Björler                 | Jonas Björler, Anders Björler | 4:21  |
| 9.  | Shithead                  | Aro                           | Anders Björler, Jonas Björler | 3:52  |
| 10. | Bloodletting              | Möller Jensen                 | Jensen                        | 4:08  |
| 11. | One Kill Wonder           | Aro, Jonas Björler            | Jonas Björler, Anders Björler | 2:59  |
| 12. | Creed (Bonusspår)         |                               |                               | 3:33  |
| 13. | Ritual (Bonusspår)        |                               |                               | 3:35  |
| 14. | Well of Souls (Bonusspår) |                               |                               | 4:45  |

Källa

## Medverkande
The Haunted
- Marco Aro – sång
- Anders Björler – elgitarr
- Patrik Jensen – elgitarr
- Jonas Björler – elbas
- Per Möller Jensen – trummor

Övriga musiker
- Michael Amott – gitarrsolo på "Bloodletting"[3]

Produktion
- Producerad av Fredrik Nordström och The Haunted

Källa